# Partido Progresista Unido (Antigua y Barbuda)
El Partido Progresista Unido (en inglés: United Progressive Party), abreviado como UPP, es un partido político antiguano y una de las principales fuerzas políticas del país caribeño, manteniendo un sistema bipartidista con el Partido Laborista de Antigua y Barbuda (ABLP). Considerado un partido de centroizquierda, reúne sus apoyos principalmente en sudoeste de la isla de Antigua. El partido no disputa las elecciones en Barbuda, donde mantiene un acuerdo electoral y político con el regionalista BPM.
El UPP fue fundado el 11 de abril de 1992, con la fusión de los partidos UNDP, ACLM y PLM, bajo el liderazgo de Baldwin Spencer, que lideró al partido durante las siguientes cinco elecciones. Fue el principal partido de la oposición al régimen Lester Bird (del Partido Laborista de Antigua) caracterizado por la represión y el fraude electoral, y el principal vehículo político para la exigencia de una reforma electoral. Tras conseguir la creación de una Comisión Electoral Independiente, el UPP triunfó por amplio margen en las elecciones de 2004, llegando Spencer al cargo de primer ministro. El partido volvió a ganar en 2009, aunque por un margen inferior, la primera vez en la historia del archipiélago en que el ALP perdió dos elecciones consecutivas. Las elecciones de 2014 vieron a los laboristas recuperar el poder, con el UPP obteniendo solo tres escaños y retornando a la oposición después de una década en el poder.
En el período posterior, Spencer se retiró y fue sucedido como líder por Harold Lovell. En las elecciones de 2018 el UPP obtuvo el peor resultado de su historia, cayendo a un 37,09% de los votos y obteniendo un único escaño en su bastión en la circunscripción de All Saints East & St. Luke. Lovell se mantuvo como líder del partido desde el Senado. En 2023 el UPP fue derrotado por tercera vez pero experimentó un considerable crecimiento, logrando un 45,22% de los votos y 6 escaños. Lovell dimitió tras haber fracasado en ser elegido él mismo miembro del Parlamento y dejó en el cargo a Jamale Pringle, que ya desde 2018 ejercía como líder de la Oposición en la Cámara de Representantes.

## Resultados electorales
|  | 43.71 % |

|  | 44.45 % |

|  | 55.50 % |

|  | 50.95 % |

|  | 41.95 % |

|  | 37.09 % |

|  | 45.22 % |

## Líderes
| Líder | Líder                     | Inicio del mandato  | Final del mandato   |
| ----- | ------------------------- | ------------------- | ------------------- |
|       | Baldwin Spencer (n. 1948) | 11 de abril de 1992 | 17 de mayo de 2015  |
|       | Harold Lovell (n. 1955)   | 17 de mayo de 2015  | 24 de enero de 2023 |
|       | Jamale Pringle            | 24 de enero de 2023 | En el cargo         |